# Por una cabeza
«Por una cabeza» es un popular tango compuesto por Carlos Gardel con letra de Alfredo Le Pera para la película Tango Bar (1935).
Se trata de uno de los tangos clásicos de Carlos Gardel. Su letra hace referencia a las carreras de caballos y al fanatismo que se crea en torno a estas competencias y sus apuestas, y también un paralelismo con las relaciones con la mujer y la vida. La expresión "por una cabeza" es una expresión usada en la jerga hípica rioplatense, donde de los caballos que ganan las carreras de modo muy ajustado se dice que ganan por una cabeza (o por varias), usada como medida de referencia.

## Versiones de "Por una cabeza"
- Marcelo Ezquiaga y Kevin Johansen (2016).
- Andrea Bocelli en su disco Cinema (2015).
- Il Divo, el cuarteto vocal de cantantes masculinos; el tenor suizo Urs Bühler, el barítono español Carlos Marín, el tenor estadounidense David Miller y el cantante pop francés Sébastien Izambard, junto con el productor colombiano ganador de múltiples premios Grammy Latinos Julio Reyes Copello, grabaron la canción para el álbum Amor & Pasión de Il Divo (2015).
- Diego el Cigala en su disco Romance de la luna tucumana (2013).
- Aída Cuevas para álbum "De corazón a corazón... Mariachi Tango", fusión entre mariachi y tango adaptada a la pieza (2010).
- James Seymour Brett en la película de animación española Planet 51 (2009)
- Jerry Rivera en su recopilación Caribe Gardel (2007).
- Andrés Calamaro en su disco Tinta roja (2006).
- Itzhak Perlman y John Williams. Adaptación para violín del álbum Cinema Serenade (1997), usada en la película Scent of a Woman (1992).
- Cadena perpetua (1995).
- Los Pericos, en su disco Yerba Buena (1996).
- Ricardo Iorio, de Almafuerte, la grabó en acústico.
- Luis Miguel, El "Sol de México" lo interpretara en sus presentaciones en Argentina.
- Carlos Gardel hizo la primera grabación para la RCA-Víctor en marzo de 1935 y la cantó también hasta en dos ocasiones en la película Tango Bar (1935).
- Carlos Aguirre con la orquesta de Alfredo De Angelis (1976).
- Alejandro Cossavella tiene una versión en la lengua internacional esperanto, con el título "Pro nur unu kapo".[1]
- Cazzu realizó una versión en vivo en el programa "La peña de Morfi" el 25 de mayo de 2025.

## "Por una cabeza" en el cine y la televisión
La canción "Por una cabeza" se ha utilizado en varias ocasiones en cine y televisión. Entre otras:

### Cine
- Tango Bar
- Perfume de mujer, a cuyo compás baila en una escena el ciego coronel retirado Frank Slade (Al Pacino) con la joven Donna (Gabrielle Anwar).
- Delicatessen
- Mentiras verdaderas, al principio y al final.
- Todos los hombres del rey
- Frida, en la que se oye al mismo Gardel cantándola en la radio.
- Bad Santa
- Planet 51
- Los falsificadores, en versión de Hugo Díaz.
- Easy Virtue
- Desnudo
- Casi imposible
- Tove, película finlandesa de 2020
- La lista de Schindler
- La Belle Époque, película francesa de 2019 en versión de Quintango

### Televisión
- En el episodio 12 de Dream High 2, serie de Corea del Sur.
- Scent of a Woman; varios episodios, serie de Corea del Sur.
- Best Love, episodio 7, serie de Corea del Sur.
- CSI: Nueva York, episodio 76, quinto capítulo de la cuarta temporada, "Down the Rabbit Hole".
- Sweet Spy, episodio 9 de esta serie.
- Nip/Tuck, episodio 37.
- Mucize Doktor, en la temporada 2, capítulo 76, en la reunión de máscaras, suena de fondo en su versión en instrumental.
- La Casa de Papel, episodio 1 de la Segunda Parte.
- I'm Sorry, I Love You, al comienzo y al final de los créditos de esta serie.
- Aşk-ı Memnu, novela turca, conocida como "Amor prohibido". Año 2008. Bihter y Adnan bailan esta canción en su fiesta de aniversario.
- After Life, serie de Netflix temporada 2 episodio 2.
- The Man Who Fell to Earth, temporada 1 episodio 3.
- A Discovery of Witches, temporada 1, episodio 4 y temporada 3, episodio 7.

## Derechos de autor
Carlos Gardel murió con Alfredo Le Pera en un accidente de aviación en la ciudad de Medellín en 1935. Luego de transcurridos los 70 años exigidos por la ley argentina desde el 1 de enero de 2006, "Por una cabeza", su música y su letra, además de todas las obras conjuntas de ambos autores, pasaron a dominio público.